# Friedrich Boser
Friedrich Boser   (Iłowa, 13 de novembre de 1809 - Düsseldorf, 28 de gener de 1881) va ser un artista alemany. Va estudiar a Dresden, Berlín i Düsseldorf; les seves pintures, principalment temes de gènere i retrats, van ser populars. Està associat a l'escola de pintura de Düsseldorf.

## Biografia
Boser va anar per primera vegada a les acadèmies del Col·legi de Belles Arts de Dresden (1826–1832) i la Universitat de les Arts de Berlín (1834–1836). El 1837/1838 va assistir a la 2a classe de pintura d'història a l'Acadèmia d'Art de Düsseldorf. De 1841 a 1843 hi va estudiar pintura de gènere i retrat, en la qual va treballar principalment a partir d'aleshores. De 1848 a 1881 va ser membre de l'associació d'artistes Malkasten . Les amistats més estretes el van connectar amb els paisatgistes de Düsseldorf Andreas Achenbach i Karl Friedrich Lessing. Boser enviat a diverses exposicions. Les seves pintures van rebre una medalla de premi a Londres el 1863 i medalles de bronze el 1871 i 1872. Moltes de les seves pintures van arribar als Estats Units, on un obituari de 1881 el va comptar entre els coneguts pintors de gènere alemanys. A mitjans de la dècada de 1840, el pintor Wilhelm Camphausen va retratar Friedrich Boser al seu estudi sobre un coure gravat.

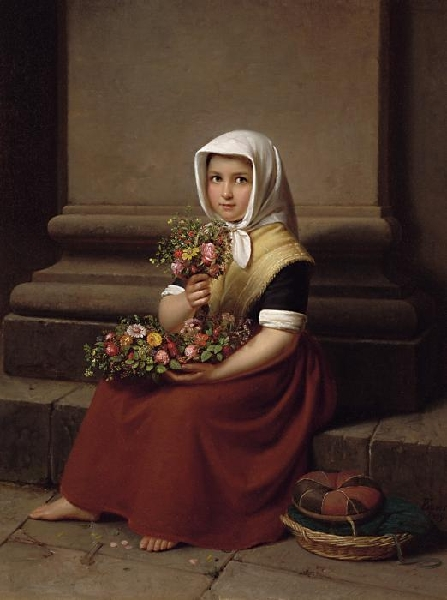
Nena de les flors

## Galeria

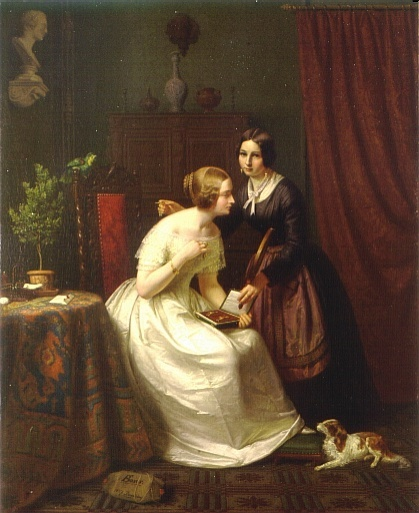
La núvia beneficiada (1847)
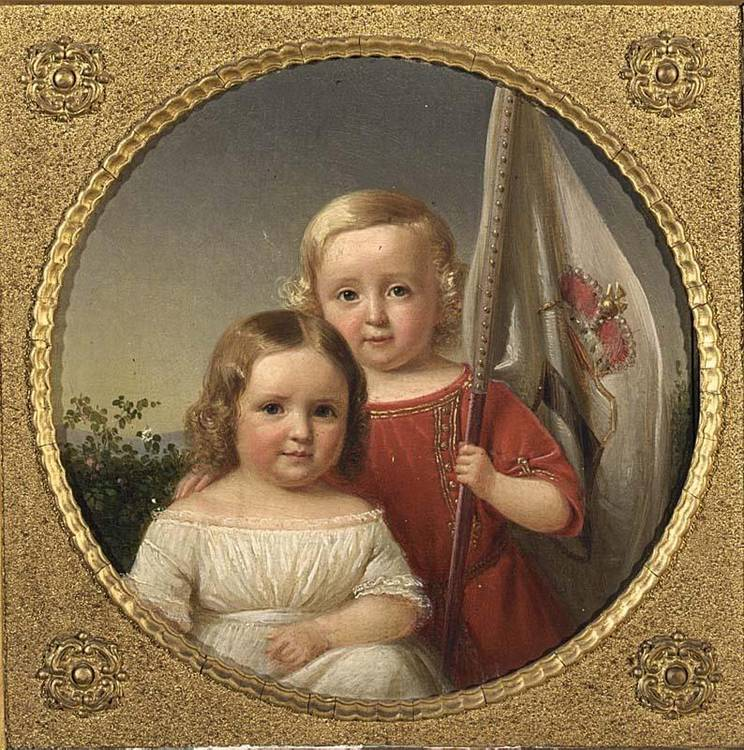
Fills de la família Ysenburg (1845)
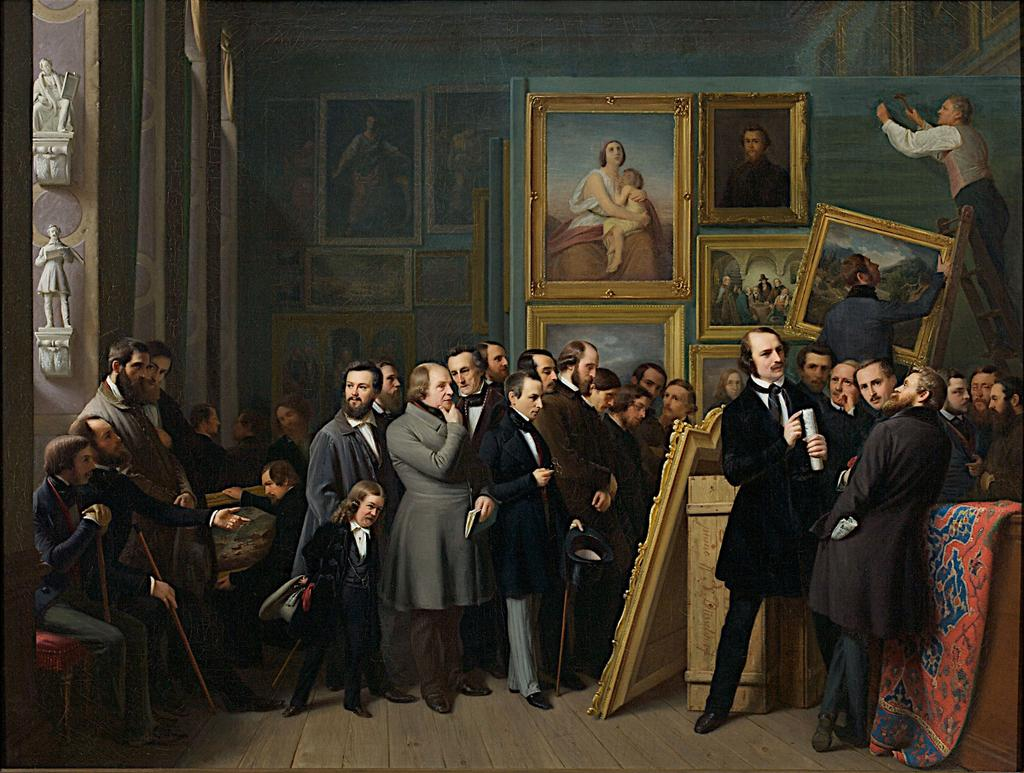
Artistes de Düsseldorf a l'acadèmia d'art
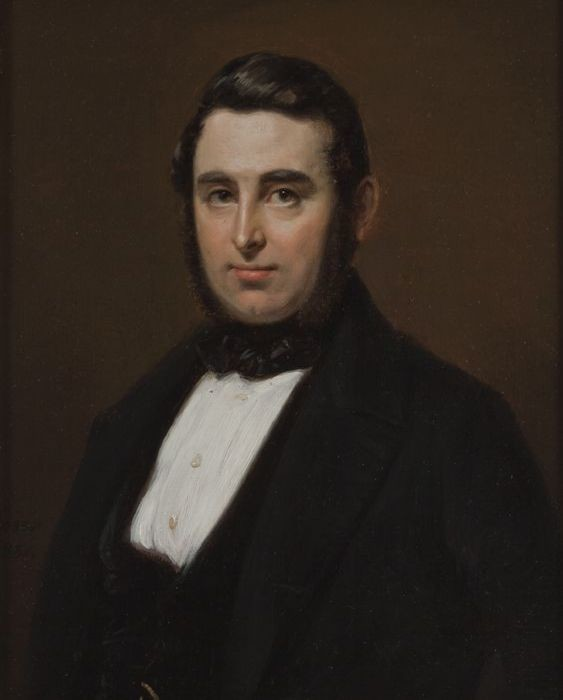
Huibert van Rijckevorsel (1851)
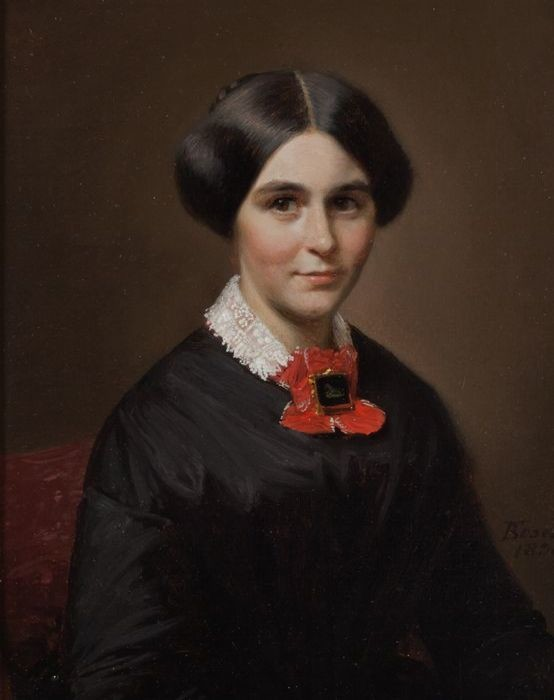
Elise Susanne Marie Schmidt, esposa de Huibert van Rijckevorsel
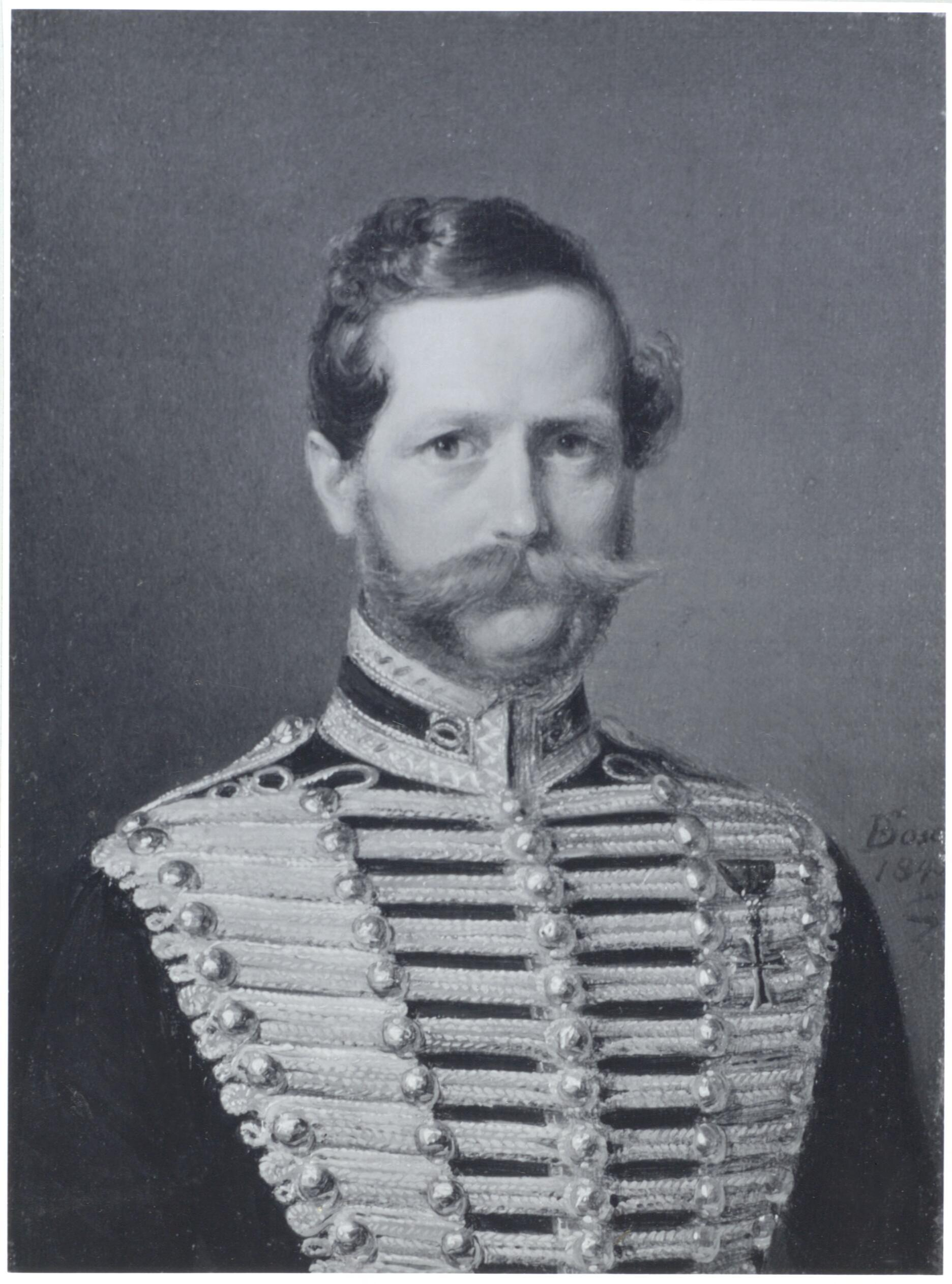
General Wilhelm Anton Adrian Constantin von Knobelsdorff (1844)